# چیکو مندس
فرانسیسکو آلوز مندس فیلهو (به پرتغالی:Francisco Alves Mendes Filho) که بیشتر به نام چیکو مندس (به پرتغالی: Chico Mendes؛ ۱۵ دسامبر ۱۹۴۴ – ۲۲ دسامبر ۱۹۸۸) شناخته شده است، یک تولیدکننده لاستیک، فعال اجتماعی، رهبر اتحادیه کارگری و فعال محیط زیست اهل برزیل است. او مبارزه برای حفظ جنگل‌های بارانی آمازون و همچنین حمایت حقوق بشری از دهقانان و مردمان بومی برزیل را سرلوحه فعالیت‌هایش قرار داده بود.

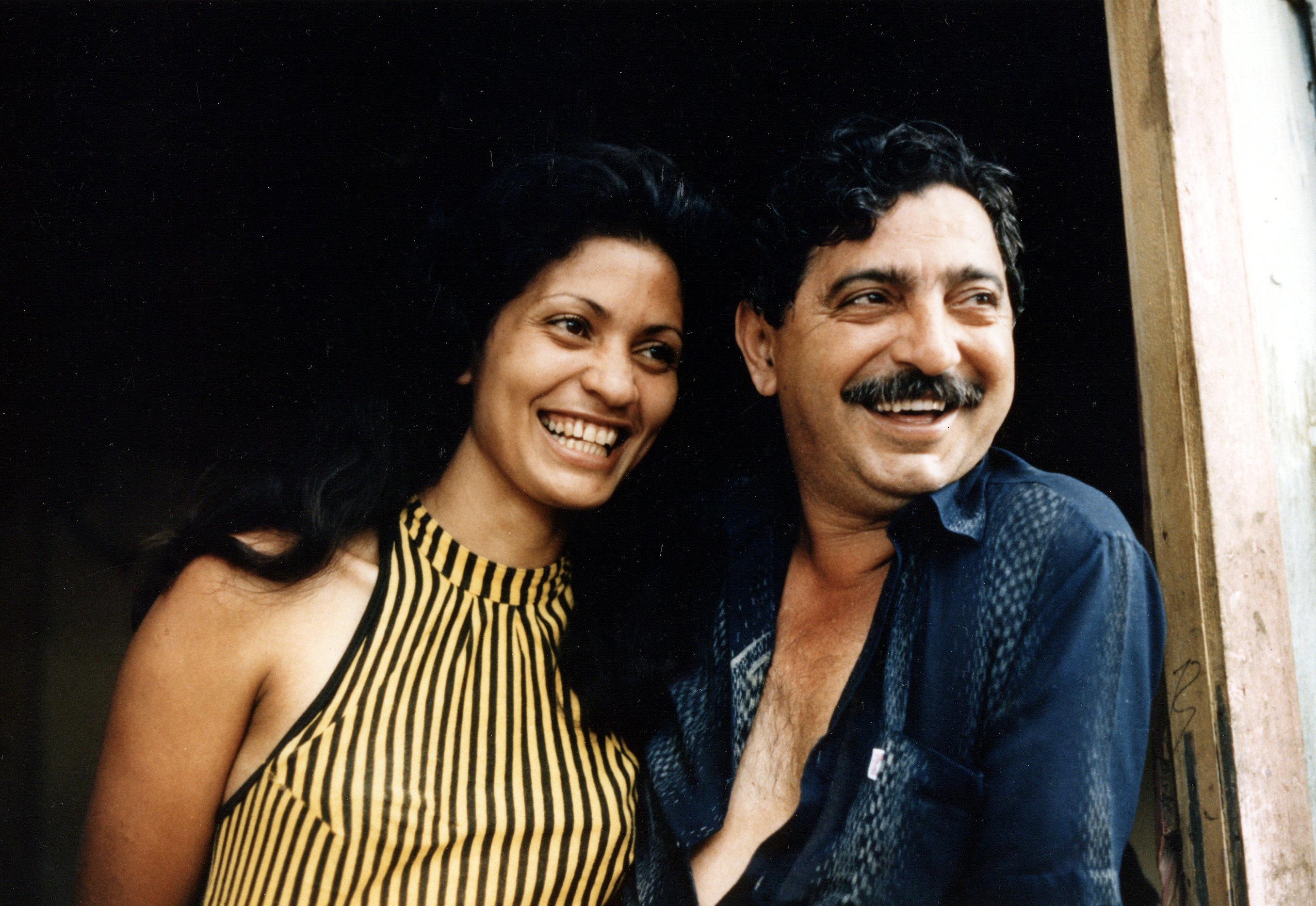
چیکو مندس و همسرش، یلسمر مندس، در خانه خود در شاپوری

## درگذشت
چیکو مندس در ۲۲ دسامبر ۱۹۸۸ توسط یک چوپان به نام دارسی آلوز دا سیلوا ترور شد.

## بزرگداشت

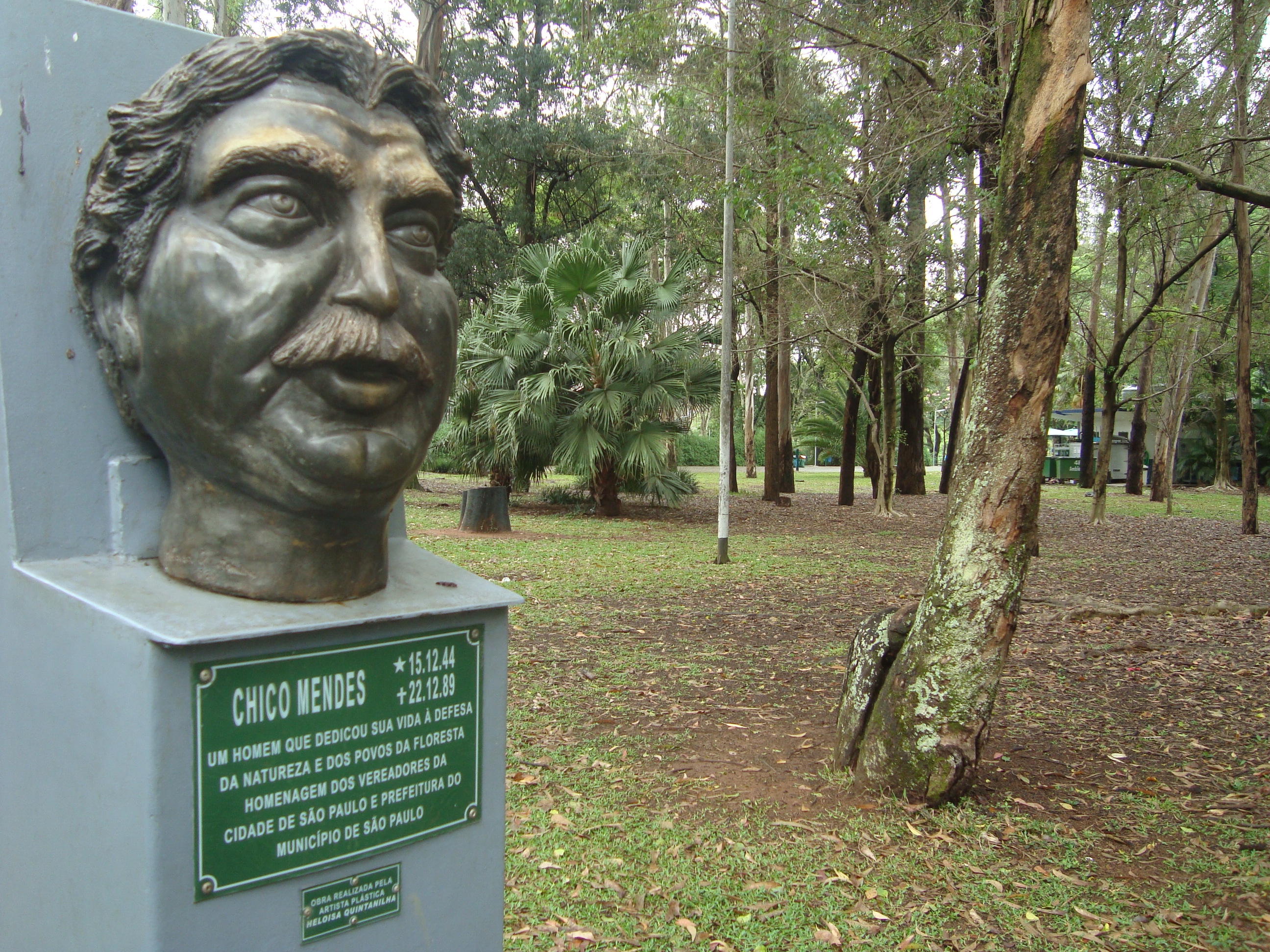
فرانسیسکو آلوز مندس فیلهو

موسسه حفاظت تنوع زیستی چیکو مندس (به پرتغالی:Instituto Chico Mendes de Conservação da Biodiversidade) تشکیلاتی تحت صلاحیت دادگاه وزارت محیط زیست برزیل است که به افتخار او نامگذاری شده است.
در ۱۵ دسامبر ۲۰۱۵ گوگل دودل در ۷۱مین سالگرد تولد او با تغییر نشان خود در برزیل یادآور تلاش شجاعانه مندز و ترور غم‌انگیز او شد.